# Stockem (Eupen)

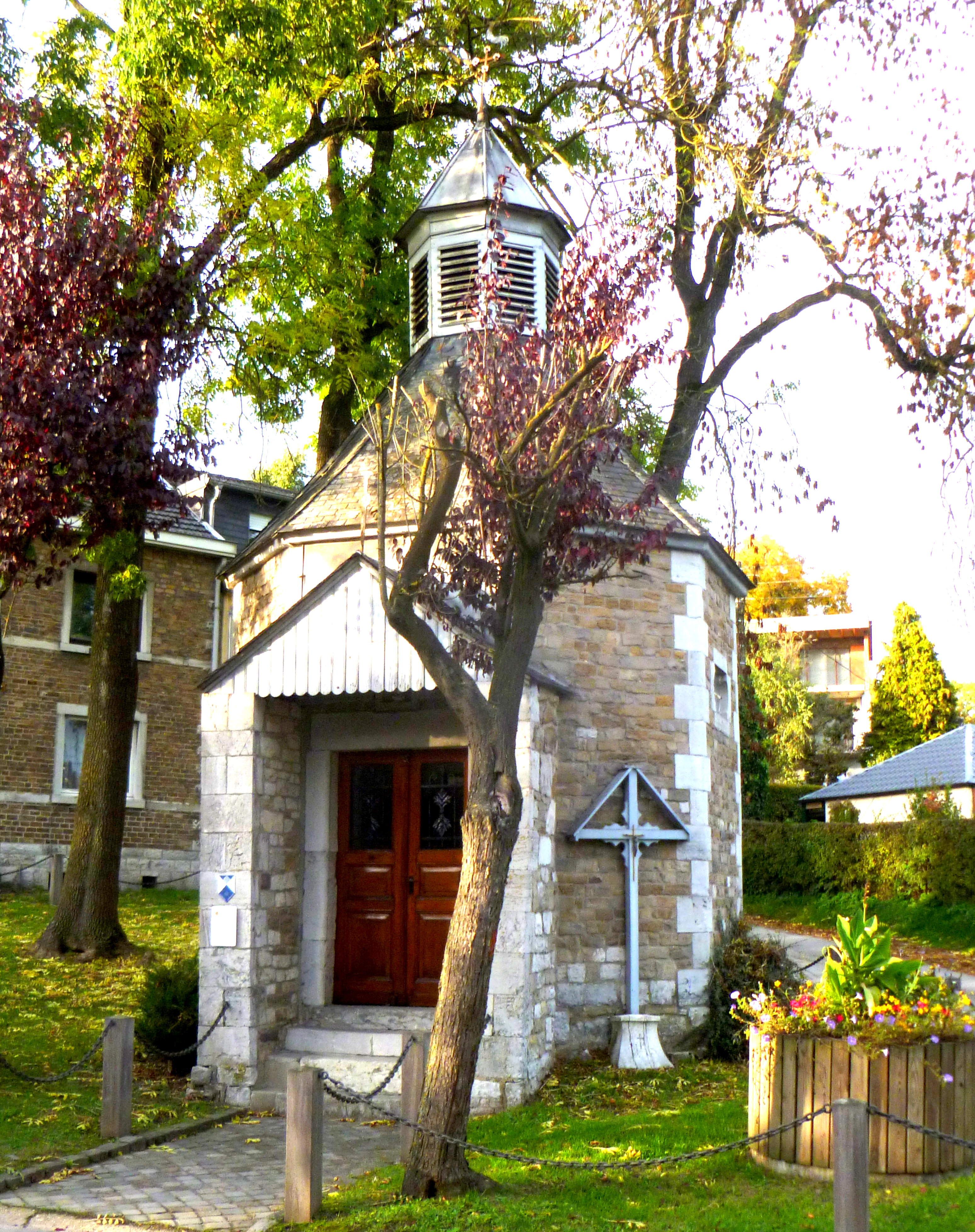
Chapelle Saint-Michel

Stockem est un village de la région germanophone de la commune belge d'Eupen. Stockem est situé entre Eupen et Membach, au sud de la N61.
Stockem était à l'origine le siège des seigneurs d'Eupen et de Stockem. Ils vivaient au château de Stockem. A Stockem, se dresse également la chapelle Saint-Michel de 1700,.